# Os d'Ishango

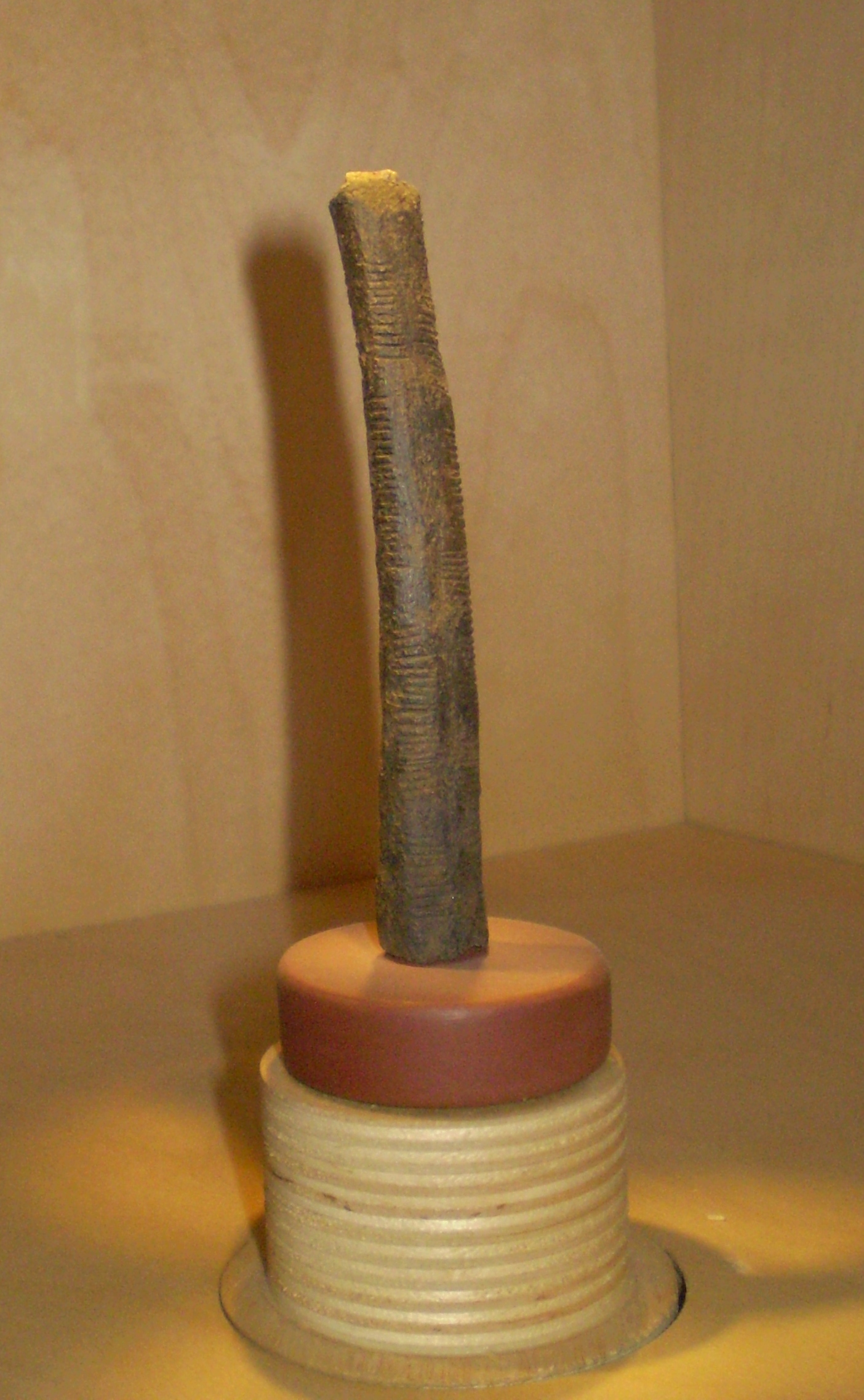
Imatge de l'os d'Ishango exposat al Reial Institut Belga de Ciències Naturals

L'os d'Ishango és un os d'uns 10 cm de llarg, lleugerament corbat, trobat a Ishango, prop del llac Eduard (República Democràtica del Congo). Presenta un seguit de marques en tres columnes i es considera la primera taula de nombres primers coneguda, datada del 20000 aC. En un cap de l'os, hi ha una peça de quars que servia per a fer les marques. Va ser descobert pel geòleg belga Jean de Heinzelin de Braucourt (1920-1998) el 1950 i, actualment, es conserva al Museu de les Ciències Naturals de Brussel·les, a Bèlgica.

## La primera columna
La primera columna té un total de 60 marques agrupades en 19, 17, 13 i 11. L'agrupació és realment sorprenent perquè coincideix exactament amb els nombres primers entre el 10 i el 20.

## La segona columna
La segona columna té un total de 48 marques. Els primers grups de marques són el 7 i el 5, curiosament els dos nombres primers que continuarien la sèrie de la columna anterior. Les següents marques venen agrupades com si es tractés d'una taula de multiplicar: 5? (4+1?), 10 (1+9), 8, 4, 6, i 3.

## La tercera columna
La tercera columna torna a tenir 60 marques però aquí agrupades de manera diferent: 11, 21, 19 i 9. L'agrupació també és peculiar, ja que són els nombres que corresponen a 10+1, 20+1, 20-1 i 10-1.

## Possibles interpretacions
La suma de les columnes (60, 48, 60) tampoc sembla casual, ja que es tracta de múltiples de 12.
És difícil assegurar si realment les marques d'aquest os estan relacionades amb les matemàtiques. Hi ha qui ha apuntat que es tracta d'una taula per a comptar els cicles lunars i fins i tot la menstruació. D'altres afirmen que es tracta d'una coincidència. Les versions més optimistes apunten que podria tractar-se de la primera calculadora.